# Projecte Mut
Projecte Mut és un grup de música folk-rock eivissenc. Es formà l'any 2005 com a projecte en solitari del cantant del grup Statuas de Sal, David Serra, juntament amb el músic i productor Joan Barbé, company de grup i coimpulsor del projecte Ressonadors i anteriorment de Statuas d Sal.
Aquests dos artistes pretenen aprofundir en el folk-rock en català (la seva lletra materna), utilitzant lletres pròpies i també textos de poetes eivissencs amb un remarcat so acústic, caracteritzat per la barreja de bateria, guitarres elèctriques i acústiques, amb el violí i instruments folklòrics de les illes com són les castanyoles, el tambor pagès o l'espasí.
El febrer de 2019, havent acabat la gira del disc La Vida Rima anuncien una pausa indefinida en la seva trajectòria, per centrar-se ara en un nou projecte similar a Statuas d Sal, titulat Joven Dolores cantant en castellà i canviant de registre i instruments.
L'any 2024, però, anuncien un retorn puntual als escenaris durant aquell any a la seua terra natal, Eivissa, retornant als escenaris des del març.

## Trajectòria
A finals de 2009, el grup presenta el seu primer treball de llarga durada, Poèsica, un disc amb 18 cançons que va ser un èxit de vendes i de crítica. Poèsica és el CD autoeditat llançat el 22 de desembre del 2009. En menys de 20 dies van vendre mil còpies. En total es van editar 1.500 còpies de'Poèsica' que es van vendre o repartir a les institucions col·laboradores (Consell, Vila i Sant Josep). El disc és molt variat. Inclou dues cançons extres del disc de 'Ressonadors', que també ha estat un supervendes a Eivissa, temes propis, dues cançons instrumentals, una majoria de cançons basades en poemes d'autors eivissencs com Pau Sarradell, Marià Villangómez, Julio Herranz, Jean Serra, Antoni Marí, Nora Albert i Carme Balanzat.
A finals de 2011, editen Corda i Poal gravat a Magrana Studio. En aquesta ocasió, van incorporar instruments nous com l'ukelele, l'acordió o la flaüta. Aquest disc va ser finalista en els Premis Enderrock 2013, com a millor disc pop-rock en català i va ser nomenat com a disc català de l'any, segons RNE-R4.
El 2015 van protagonitzar la cançó de l'estiu de TV3 i Catalunya Ràdio, que portava el nom de «Junts».
El seu quart àlbum, del 2015, es diu Idò, on critiquen el que els preocupa de manera festiva.
L'any 2016 van publicar un àlbum recopilatori, 10 anys i bons, per celebrar el seu desè aniversari. Les cançons d'aquest àlbum són una recopilació dels seus grans èxits i cada cançó conta amb la participació d'un artista o grup convidat com: La Pegatina, Els Amics De Les Arts, Gerard Quintana, Els Catarres, Maria del Mar Bonet o Miquel Gil, entre d'altres.
El seu últim àlbum, del 2017, es diu La Vida Rima. El febrer de 2019 anuncien una pausa indefinida per centrar-se en un nou projecte en castellà i deixant de banda el folk, del que ja tenen nous temes gravats.
Tornen de manera puntuals als escenaris que els van veure néixer, a Eivissa, durant l'any 2024, celebrant així 15 anys de trajectòria.
Projecte Mut ha participat en el projecte Ressonadors amb la cançó Jo tenc una enamorada.

### La poesia a les seves lletres
Una de les senyes d'identitat de Projecte Mut és la incorporació de la veu dels poetes en els seus discos. El seu estil mediterrani i folk constitueix una bona manera d'apropar la poesia al públic, tal com ells defensen en un comunicat. El costum de cantar poemes els ha duit a quedar finalistes en diverses ocasions del certamen Terra i Cultura. En el seu darrer disc, 'IDÒ', també trobem tres noves poesies que es fusionen a la perfecció amb la resta de cançons que formen l'àlbum. La banda eivissenca ha musicat 23 poemes. Projecte Mut afirma:
"Sovint és important tenir en compte altres aspectes com la mètrica o l'estructura, però el primordial és el missatge", 
"només cal escoltar les cançons fetes a partir d'aquests poemes per adonar-se que la poesia no és avorrida. Sovint, les paraules acompanyades de música arriben d'una manera més fàcil i directa. Intentem fugir del clixé que els poemes musicats sempre són cançons denses o de caràcter nostàlgic"
El 2015, van voler regalar al públic un recull dels poemes que han anat incorporant al llarg de quatre àlbums. Es va poder descarregar el recopilatori a través del seu web fins al 23 d'abril del 2015 i que anava acompanyat d'un llibret amb els textos de totes les poesies.
Poetes que Projecte Mut ha musicat:
- Marià Villangómez
- Jordi Marí
- Nora Albert
- Enric Cassasses
- Carme Balanzat
- Pau Sarradell
- Julio Herranz
- Jean Serra
- Ben Clark
- Antoni Marí

## Discografia
- 2009: Poèsica
- 2012: Corda i Poal
- 2013: Col·lecció de satèl·lits
- 2014: Idò
- 2015: Senzill Junts (La cançó de l'estiu de TV3 i Catalunya Ràdio)
- 2016: 10 anys i bons
- 2017: La Vida Rima

## Premis
- 2013. Finalista del premi Miquel Martí i Pol.[14]
- 2013. Nominació del disc Corda i Poal com a disc en català de l'any.[15]